# Hans Haas
Hans Haas (17. října 1906, Vídeň – 14. května 1973) byl rakouský vzpěrač židovského původu. Získal zlatou medaili na olympijských hrách v Amsterdamu roku 1928 v kategorii do 67,5 kg (dělil se o ni s Němcem Kurtem Helbigem) a stříbro ve stejné kategorii na olympiádě v Los Angeles roku 1932. Měl ve sbírce též dvě zlata z mistrovství Evropy, z let 1930 a 1931. Byl pětinásobným mistrem Rakouska (1926, 1927, 1928, 1930, 1933). Byl vyučeným tesařem.